# Pjotr Tjardynin
Pjotr Ivanovitj Tjardynin (ryska: Пётр Иванович Чардынин), född 8 februari (28 januari enligt g.s. 1873 i Uljanovsk, Kejsardömet Ryssland, död 14 augusti 1934 i Odessa, Sovjetunionen, var en rysk och sovjetisk filmregissör, manusförfattare och skådespelare.

## Filmografi i urval

### Regi
- 1909 - Bojarin Orsja [2][3]
- 1909 - Mjortvyje dusji
- 1910 - Pikovaja dama
- 1913 - Domik v Kolomne
- 1913 - Djadjusjkina kvartira
- 1914 - Chrizantemy
- 1915 - Mirazji
- 1917 - U kamina
- 1918 - Moltji, grust, moltji